# Mondo Medicals
Mondo Medicals – niezależna komputerowa gra logiczna na licencji freeware, stworzona przez Jonatana Söderströma. Gracz musi w niej znaleźć wyjście z szeregu przypominających labirynt poziomów, rozwiązując nieintuicyjne zagadki; całość osadzona jest w surrealistycznej fabule opowiadającej o szukaniu lekarstwa na raka. 
Mondo Medicals została pozytywnie przyjęta przez publicystów piszących o grach niezależnych; chwalono ją za unikatowy styl graficzny i klimat, choć zarazem krytykowano za monotonię rozgrywki. 

## Rozgrywka
W otwierającym grę intro bezimienny główny bohater zostaje powitany przez inną postać. Rozmówca wyjaśnia, że bohater zgłosił się na ochotnika, by uczestniczyć w szukaniu lekarstwa na raka oraz że musi on najpierw przejść „test”. Po tych wyjaśnieniach zaczyna się gra.
Każdy poziom w grze ma postać szarego, pozbawionego ozdób labiryntu. Gracz – który postrzega akcję z perspektywy pierwszej osoby – musi odnaleźć drogę do wyjścia. Często wymaga to celowego postępowania wbrew wskazówkom i rozwiązywania osobliwych, nieintuicyjnych zadań logicznych. I tak np. na pierwszym poziomie gracz znajduje się w zapętlonym korytarzu z namalowanymi na podłodze strzałkami. Jeśli gracz pójdzie w kierunku wskazywanym przez strzałki, będzie kręcił się w kółko, ale idąc w przeciwnym kierunku, znajdzie się w końcu przed wyjściem.
Po ukończeniu każdego poziomu następuje krótki przerywnik filmowy, w którym ukazany jest mężczyzna wygłaszający głośną tyradę. Jego niezrozumiałe słowa opatrzone są pełnymi błędów gramatycznych podpisami w języku angielskim. W trakcie swoich osobliwych tyrad mężczyzna opowiada, że – po tym, jak jego ojciec zmarł na raka – postanowił on poświęcić swe życie szukaniu lekarstwa na tę chorobę; w końcu doszedł do wniosku, że jedynym sposobem na uleczenie raka jest „zastrzelenie” go. Na ostatnim poziomie gry następuje spotkanie głównego bohatera z mężczyzną z przerywników filmowych, który wykrzykuje „uleczę cię, raku!” i zabija bohatera z pistoletu.

## Tworzenie
Autorem Mondo Medicals jest pochodzący ze Szwecji twórca gier niezależnych Jonatan „cactus” Söderström. Gra powstała w ciągu 72 godzin na konkurs zorganizowany przez witrynę TIGSource. Konkurs nosił temat „B-Games” (tj. „gry klasy B”); zadanym celem było stworzenie „złych gier o świetnej osobowości”. Większość uczestników starała się stworzyć jak najbardziej bezsensowną grę; Söderström postanowił zamiast tego stworzyć grę wprawdzie dziwną, ale zarazem taką, którą dałoby się wziąć na poważnie. Gracz miał być stale zwodzony, oszukiwany i utrzymywany w niepewności, tak, by po zakończeniu gry pozostał zdezorientowany i niepewny, jak ma interpretować wydarzenia gry.
Autor podczas tworzenia gry inspirował się w dużej mierze filmami reżysera Davida Lyncha, znanego z surrealistycznych produkcji takich jak Głowa do wycierania. Wpływ na dialogi w grze wywarły gry Portal oraz Killer 7, a także jedna z postaci z serialu Miasteczko Twin Peaks, tajemniczy „Człowiek Stamtąd”. Początkowo postać w scenach przerywnikowych miała w obelżywy sposób komentować postępy gracza, ale Söderström zamiast tego zdecydował się na opowiedzenie za ich pomocą w miarę spójnej historii. 

## Odbiór
Publicyści wypowiadali się o Mondo Medicals w większości pozytywnie. Recenzenci zwrócili uwagę na dezorientującą atmosferę gry i jej celowo prymitywny styl graficzny, polecając grę fanom horroru i gier logicznych. Stuart Hunt, recenzent z czasopisma Retro Gamer, ocenił grę na 85%; chwalił makabryczną atmosferę gry, ale skrytykował – według niego – monotonnie i jednostajnie zaprojektowane poziomy. Gra znalazła się w książce 250 Indie Games You Must Play („250 gier niezależnych, w które musisz zagrać”) autorstwa Mike'a Rose'a, autora piszącego dla portalu IndieGames.com. Publicysta serwisu GamesRadar, Lucas Sullivan porównał logiczne wyzwania w Mondo Medicals do późniejszej gry Antichamber, zaś Jim Rossignol nazwał ją „Głową do wycierania pośród gier”.
23 grudnia 2007 roku wydano sequel gry, Mondo Agency. W 2009 roku Söderström pracował nad kolejnym sequelem pod tytułem Mondo Wires; planował także połączenie wszystkich trzech gier w jeden pakiet pod tytułem Mondo Nation. Mondo Medicals została później wydana jako część zestawu gier o nazwie Cactus Arcade. 24 grudnia 2010 roku Leon Arnott wydał wersję gry na komputery Macintosh.